# Mercury 13 (film)
Mercury 13 è un film documentario statunitense del 2018, diretto da David Sington e Heather Walsh.
È stato distribuito il 20 luglio 2018 da Netflix.

## Trama
Mercury 13 è la straordinaria storia delle tredici donne che vennero addestrate per il volo spaziale nel 1961 prima che i loro sogni di essere le prime a compiere un viaggio oltre la Terra precipitassero.
Il programma "uomo nello spazio" della NASA, soprannominato "Progetto Mercury", iniziò nel 1958. Gli uomini scelti - tutti piloti per test militari - divennero noti come i "Mercury 7". Lontano dal clamore dei media vennero eseguiti test ed esperimenti anche da alcuni piloti donna. Tredici di loro passarono i test e, in alcuni casi, ebbero risultati migliori rispetto agli uomini (del "Mercury 7").
Le tredici donne vennero chiamate le "Mercury 13", ebbero tutte le carte in tavola, ma, sfortunatamente, qualcuno pensò che fossero del "genere" sbagliato. Fu un'occasione mancata per gli Stati Uniti, ossessionati dalla corsa allo spazio, tant'è vero che sarà l'Unione Sovietica, nel 1963, a mandare per la prima volta in orbita una donna, Valentina Tereškova.